# 미키스 테오도라키스
미키스 테오도라키스(그리스어: Μίκης Θεοδωράκης, 1925년 7월 29일~2021년 9월 2일, 그리스 히오스 섬 태생)는 그리스의 대중적인 음악가이다. 그는 영화 그리스인 조르바(1964년), Z(1969년), 세르피코(1973년)에 들어가는 그의 음악을 통해 국제적으로 알려지게 되었다.

## 생애
정치적으로 1970년대 말까지 그는 좌파 성향을 보였으나, 1990년 그는 중도 우파 신민주당 의원이 되었다. 자신의 정치적 변화에 대해 테오도라키스는 후회한다면서도 한편으로 국가에는 정치적 위기를 막기 위한 질서가 필요하다고 강변했다. 그는 계속 스스로를 좌파로 규정하며, 침략자에 대해 성토한다. 그의 공식 웹사이트에 팔레스타인 문제, 이라크 전쟁, 키프로스 문제에 대한 그의 입장이 나와있다. 그는 늘 억압적인 정권에 반대해왔으며, 1967년에서 1974년까지 지속된 그리스 독재 정권에 대한 주요 비판자이기도 했다. 그는 그리스 대통령 후보자로 거명되기도 했으나 이에 거부했다. 2021년 9월 2일 아테네의 한 병원에서 지병으로 별세했다.